# Näsby socken, Östergötland
Näsby socken ingick i Åkerbo härad. Den uppgick i Rystads socken 1784 som sedan 1971 är en del av Linköpings kommun.
Socknen hade 1784 omkring 200 invånare och sockenkyrkan Näsby kyrka revs i anslutning till att den nya Rystads kyrka var uppförd omkring 1784.

## Administrativ historik
Näsby socken har medeltida ursprung med en kyrka från 1200-talet.
Näsby församling uppgick i Rystads församling 1784, jordeboksdelen uppgick 1889 i Rystads.

## Geografi
Näsby socken låg strax söder om Roxen vid Näsby säteri och dagens Ekängen, norr om Linköping.

### Fotnoter
1. ↑  ”Förteckning (Sveriges församlingar genom tiderna)”. Skatteverket. 1989. http://www.skatteverket.se/privat/folkbokforing/omfolkbokforing/folkbokforingigaridag/sverigesforsamlingargenomtiderna/forteckning.4.18e1b10334ebe8bc80003999.html. Läst 17 december 2013.